# Lista de gols de Lionel Messi pela Seleção Argentina de Futebol

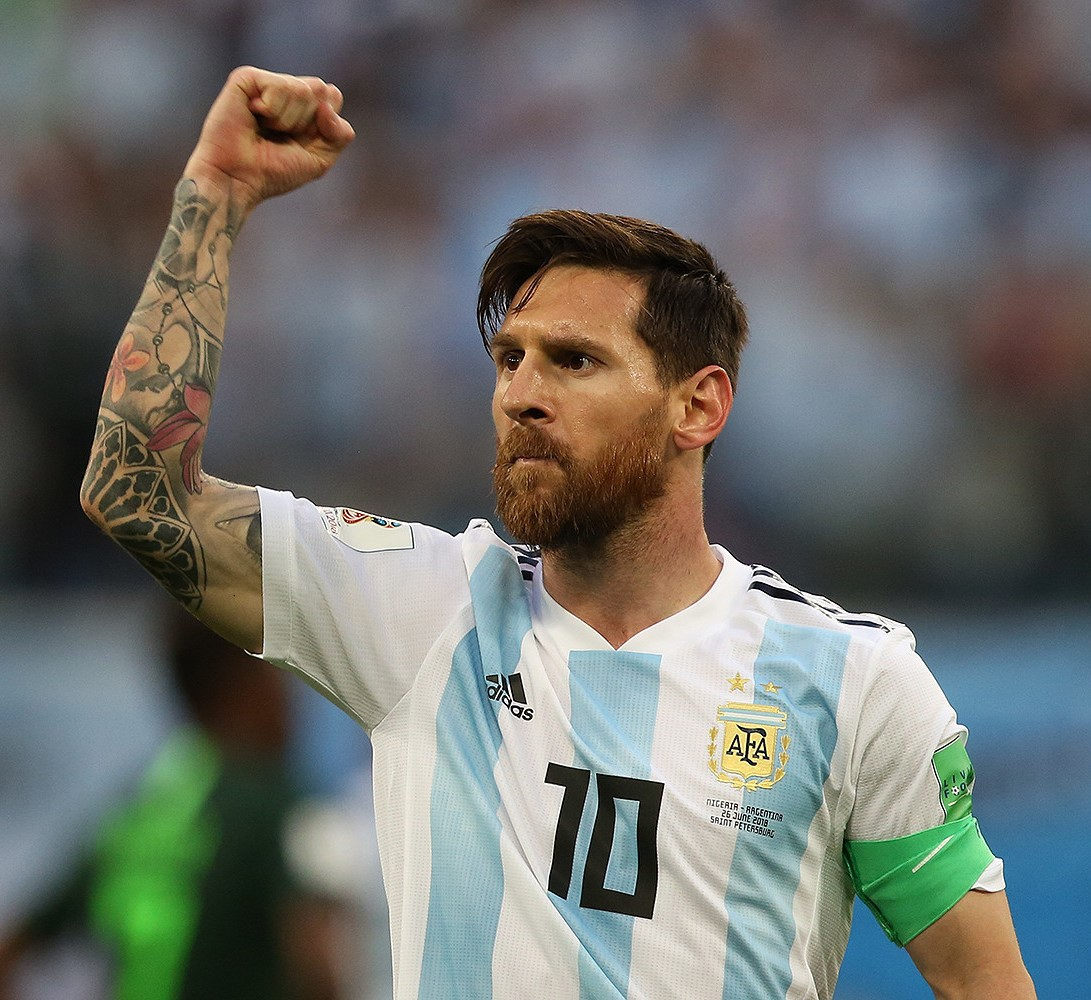
Lionel Messi comemorando após marcar um gol contra a Nigéria na Copa do Mundo de 2018.

Esta é uma lista de gols de Lionel Messi pela Seleção Argentina de Futebol. Desde que estreou em 2005 pela Argentina, Messi marcou 112 gols em 192 partidas pela Seleção, fato que o torna o maior artilheiro da história do país, superando o recorde de Gabriel Batistuta em uma cobrança de falta diante dos Estados Unidos na semifinal da Copa América Centenário em 21 de junho de 2016. Messi estreou pela Argentina na vitória por 2–1 sobre a Hungria em 17 de agosto de 2005. Ele marcou seu primeiro gol pela Seleção um ano depois, em sua sexta partida, em um jogo contra a Croácia.
O gol de Messi contra a Sérvia e Montenegro, em 16 de junho de 2006, fez dele o autor mais jovem de um gol da Argentina em Copas do Mundo da FIFA, possuindo naquela data 18 anos e 357 dias de idade.Messi marcou 31 gols nas eliminatórias da Copa do Mundo da FIFA, tornando-o o maior artilheiro de todos os tempos da qualificação na CONMEBOL. Ele marcou quatorze gols na Copa América, levando seu time para a final do torneio em 2007, 2015, 2016, terminando nas três oportunidades como vice-campeão, se sagrando campeão em 2021 e 2024. No torneio de 2015, ele teria rejeitado o prêmio de Melhor Jogador e o troféu foi omitido da cerimônia.
Ele marcou treze vezes em jogos pela Copa do Mundo da FIFA, uma vez em 2006, quatro vezes em 2014, uma vez em 2018 e sete vezes em 2022.Foi vice-campeão na edição de 2014 e campeão em 2022, sendo eleito o melhor jogador da Copa do Mundo em ambas as oportunidades.

## Lista de gols
Atualizado em 7 de setembro de 2023
| Gol | Partida | Data                    | Local                                                           | Adversário             | Placar | Resultado | Competição                    | Ref    |
| --- | ------- | ----------------------- | --------------------------------------------------------------- | ---------------------- | ------ | --------- | ----------------------------- | ------ |
| 1   | 6       | 1 de março de 2006      | St. Jakob-Park, Basileia, Suíça                                 | Croácia                | 2–1    | 2–3       | Amistoso                      | [ 10 ] |
| 2   | 8       | 16 de junho de 2006     | Veltins-Arena, Gelsenkirchen, Alemanha                          | Sérvia e Montenegro    | 6–0    | 6–0       | Copa do Mundo FIFA de 2006    | [ 5 ]  |
| 3   | 14      | 5 de junho de 2007      | Camp Nou, Barcelona, Espanha                                    | Argélia                | 2–2    | 4–3       | Amistoso                      | [ 11 ] |
| 4   | 14      | 5 de junho de 2007      | Camp Nou, Barcelona, Espanha                                    | Argélia                | 4–2    | 4–3       | Amistoso                      | [ 11 ] |
| 5   | 18      | 8 de julho de 2007      | Metropolitano de Lara, Barquisimeto, Venezuela                  | Peru                   | 2–0    | 4–0       | Copa América de 2007          | [ 12 ] |
| 6   | 19      | 11 de julho de 2007     | Polideportivo Cachamay, Puerto Ordaz, Venezuela                 | México                 | 2–0    | 3–0       | Copa América de 2007          | [ 13 ] |
| 7   | 24      | 16 de outubro de 2007   | José Encarnación Romero, Maracaibo, Venezuela                   | Venezuela              | 2–0    | 2–0       | Elim. Copa do Mundo de 2010   | [ 1 ]  |
| 8   | 26      | 20 de novembro de 2007  | Estádio El Campín, Bogotá, Colômbia                             | Colômbia               | 1–0    | 1–2       | Elim. Copa do Mundo de 2010   | [ 14 ] |
| 9   | 27      | 4 de junho de 2008      | Qualcomm Stadium, San Diego, Estados Unidos                     | México                 | 2–0    | 4–1       | Amistoso                      | [ 15 ] |
| 10  | 33      | 11 de outubro de 2008   | Estádio Monumental de Núñez, Buenos Aires, Argentina            | Uruguai                | 1–0    | 2–1       | Elim. Copa do Mundo de 2010   | [ 16 ] |
| 11  | 35      | 11 de fevereiro de 2009 | Stade Vélodrome, Marselha, França                               | França                 | 2–0    | 2–0       | Amistoso                      | [ 17 ] |
| 12  | 36      | 28 de março de 2009     | Estádio Monumental de Núñez, Buenos Aires, Argentina            | Venezuela              | 1–0    | 4–0       | Elim. Copa do Mundo de 2010   | [ 18 ] |
| 13  | 44      | 14 de novembro de 2009  | Estádio Vicente Calderón, Madrid, Espanha                       | Espanha                | 1–1    | 1–2       | Amistoso                      | [ 19 ] |
| 14  | 52      | 7 de setembro de 2010   | Estádio Monumental de Núñez, Buenos Aires, Argentina            | Espanha                | 1–0    | 4–1       | Amistoso                      | [ 20 ] |
| 15  | 54      | 17 de novembro de 2010  | Estádio Internacional Khalifa, Doha, Catar                      | Brasil                 | 1–0    | 1–0       | Amistoso                      | [ 21 ] |
| 16  | 55      | 9 de fevereiro de 2011  | Estádio de Genebra, Genebra, Suíça                              | Portugal               | 2–1    | 2–1       | Amistoso                      | [ 22 ] |
| 17  | 57      | 20 de junho de 2011     | Estádio Monumental de Núñez, Buenos Aires, Argentina            | Albânia                | 2–0    | 4–0       | Amistoso                      | [ 23 ] |
| 18  | 64      | 7 de outubro de 2011    | Estádio Monumental de Núñez, Buenos Aires, Argentina            | Chile                  | 2–0    | 4–1       | Elim. Copa do Mundo de 2014   | [ 24 ] |
| 19  | 67      | 15 de novembro de 2011  | Metropolitano, Barranquilla, Colômbia                           | Colômbia               | 1–1    | 2–1       | Elim. Copa do Mundo de 2014   | [ 25 ] |
| 20  | 68      | 29 de fevereiro de 2012 | Stade de Suisse, Wankdorf, Berna, Suíça                         | Suíça                  | 1–0    | 3–1       | Amistoso                      | [ 26 ] |
| 21  | 68      | 29 de fevereiro de 2012 | Stade de Suisse, Wankdorf, Berna, Suíça                         | Suíça                  | 2–1    | 3–1       | Amistoso                      | [ 26 ] |
| 22  | 68      | 29 de fevereiro de 2012 | Stade de Suisse, Wankdorf, Berna, Suíça                         | Suíça                  | 3–1    | 3–1       | Amistoso                      | [ 26 ] |
| 23  | 69      | 2 de junho de 2012      | Estádio Monumental de Núñez, Buenos Aires, Argentina            | Equador                | 3–0    | 4–0       | Elim. Copa do Mundo de 2014   | [ 27 ] |
| 24  | 70      | 9 de junho de 2012      | MetLife Stadium, East Rutherford, Estados Unidos                | Brasil                 | 1–1    | 4–3       | Amistoso                      | [ 28 ] |
| 25  | 70      | 9 de junho de 2012      | MetLife Stadium, East Rutherford, Estados Unidos                | Brasil                 | 2–1    | 4–3       | Amistoso                      | [ 28 ] |
| 26  | 70      | 9 de junho de 2012      | MetLife Stadium, East Rutherford, Estados Unidos                | Brasil                 | 4–3    | 4–3       | Amistoso                      | [ 28 ] |
| 27  | 71      | 15 de agosto de 2012    | Commerzbank-Arena, Frankfurt, Alemanha                          | Alemanha               | 2–1    | 3–1       | Amistoso                      | [ 29 ] |
| 28  | 72      | 7 de setembro de 2012   | Estádio Mario Alberto Kempes, Córdoba, Argentina                | Paraguai               | 3–1    | 3–1       | Elim. Copa do Mundo de 2014   | [ 30 ] |
| 29  | 74      | 12 de outubro de 2012   | Estádio Malvinas Argentinas, Mendoza, Argentina                 | Uruguai                | 1–0    | 3–0       | Elim. Copa do Mundo de 2014   | [ 31 ] |
| 30  | 74      | 12 de outubro de 2012   | Estádio Malvinas Argentinas, Mendoza, Argentina                 | Uruguai                | 3–0    | 3–0       | Elim. Copa do Mundo de 2014   | [ 31 ] |
| 31  | 75      | 16 de outubro de 2012   | Estádio Nacional de Chile, Santiago, Chile                      | Chile                  | 1–0    | 2–1       | Elim. Copa do Mundo de 2014   | [ 32 ] |
| 32  | 78      | 22 de março de 2013     | Estádio Monumental de Núñez, Buenos Aires, Argentina            | Venezuela              | 3–0    | 3–0       | Elim. Copa do Mundo de 2014   | [ 33 ] |
| 33  | 82      | 14 de junho de 2013     | Estádio Mateo Flores, Cidade da Guatemala, Guatemala            | Guatemala              | 1–0    | 4–0       | Amistoso                      | [ 34 ] |
| 34  | 82      | 14 de junho de 2013     | Estádio Mateo Flores, Cidade da Guatemala, Guatemala            | Guatemala              | 3–0    | 4–0       | Amistoso                      | [ 34 ] |
| 35  | 82      | 14 de junho de 2013     | Estádio Mateo Flores, Cidade da Guatemala, Guatemala            | Guatemala              | 4–0    | 4–0       | Amistoso                      | [ 34 ] |
| 36  | 83      | 10 de setembro de 2013  | Estádio Defensores del Chaco, Assunção, Paraguai                | Paraguai               | 1–0    | 5–2       | Elim. Copa do Mundo de 2014   | [ 35 ] |
| 37  | 83      | 10 de setembro de 2013  | Estádio Defensores del Chaco, Assunção, Paraguai                | Paraguai               | 4–1    | 5–2       | Elim. Copa do Mundo de 2014   | [ 35 ] |
| 38  | 86      | 7 de junho de 2014      | Estádio Ciudad de La Plata, La Plata, Argentina                 | Eslovênia              | 2–0    | 2–0       | Amistoso                      | [ 36 ] |
| 39  | 87      | 15 de junho de 2014     | Estádio do Maracanã, Rio de Janeiro, Brasil                     | Bósnia e Herzegovina   | 2–0    | 2–1       | Copa do Mundo FIFA de 2014    | [ 37 ] |
| 40  | 88      | 21 de junho de 2014     | Estádio Mineirão, Belo Horizonte, Brasil                        | Irã                    | 1–0    | 1–0       | Copa do Mundo FIFA de 2014    | [ 38 ] |
| 41  | 89      | 25 de junho de 2014     | Estádio Beira-Rio, Porto Alegre, Brasil                         | Nigéria                | 1–0    | 3–2       | Copa do Mundo FIFA de 2014    | [ 39 ] |
| 42  | 89      | 25 de junho de 2014     | Estádio Beira-Rio, Porto Alegre, Brasil                         | Nigéria                | 2–1    | 3–2       | Copa do Mundo FIFA de 2014    | [ 39 ] |
| 43  | 95      | 14 de outubro de 2014   | Estádio Hong Kong, So Kon Po, Hong Kong                         | Hong Kong              | 5–0    | 7–0       | Amistoso                      | [ 40 ] |
| 44  | 95      | 14 de outubro de 2014   | Estádio Hong Kong, So Kon Po, Hong Kong                         | Hong Kong              | 7–0    | 7–0       | Amistoso                      | [ 40 ] |
| 45  | 96      | 12 de novembro de 2014  | Upton Park, Londres, Inglaterra                                 | Croácia                | 2–1    | 2–1       | Amistoso                      | [ 41 ] |
| 46  | 98      | 13 de junho de 2015     | Estádio La Portada, La Serena, Chile                            | Paraguai               | 2–0    | 2–2       | Copa América de 2015          | [ 42 ] |
| 47  | 104     | 4 de setembro de 2015   | BBVA Stadium, Houston, Estados Unidos                           | Bolívia                | 5–0    | 7–0       | Amistoso                      | [ 43 ] |
| 48  | 104     | 4 de setembro de 2015   | BBVA Stadium, Houston, Estados Unidos                           | Bolívia                | 6–0    | 7–0       | Amistoso                      | [ 43 ] |
| 49  | 105     | 8 de setembro de 2015   | AT&T Stadium, Arlington, Estados Unidos                         | México                 | 2–2    | 2–2       | Amistoso                      | [ 44 ] |
| 50  | 107     | 29 de março de 2016     | Estádio Mario Alberto Kempes, Córdoba, Argentina                | Bolívia                | 2–0    | 2–0       | Elim. Copa do Mundo de 2018   | [ 45 ] |
| 51  | 109     | 10 de junho de 2016     | Soldier Field, Chicago, Estados Unidos                          | Panamá                 | 2–0    | 5–0       | Copa América Centenario       | [ 46 ] |
| 52  | 109     | 10 de junho de 2016     | Soldier Field, Chicago, Estados Unidos                          | Panamá                 | 3–0    | 5–0       | Copa América Centenario       | [ 46 ] |
| 53  | 109     | 10 de junho de 2016     | Soldier Field, Chicago, Estados Unidos                          | Panamá                 | 4–0    | 5–0       | Copa América Centenario       | [ 46 ] |
| 54  | 111     | 18 de junho de 2016     | Gillette Stadium, Foxborough, Estados Unidos                    | Venezuela              | 3–0    | 4–1       | Copa América Centenario       | [ 47 ] |
| 55  | 112     | 21 de junho de 2016     | NRG Stadium, Houston, Estados Unidos                            | Estados Unidos         | 2–0    | 4–0       | Copa América Centenario       | [ 48 ] |
| 56  | 114     | 1 de setembro de 2016   | Estádio Malvinas Argentinas, Mendoza, Argentina                 | Uruguai                | 1–0    | 1–0       | Elim. Copa do Mundo de 2018   | [ 49 ] |
| 57  | 116     | 15 de novembro de 2016  | Estádio San Juan del Bicentenario, San Juan, Argentina          | Colômbia               | 1–0    | 3–0       | Elim. Copa do Mundo de 2018   | [ 50 ] |
| 58  | 117     | 23 de março de 2017     | Estádio Monumental de Núñez, Buenos Aires, Argentina            | Chile                  | 1–0    | 1–0       | Elim. Copa do Mundo de 2018   | [ 51 ] |
| 59  | 121     | 10 de outubro de 2017   | Estádio Olímpico Atahualpa, Quito, Equador                      | Equador                | 1–1    | 3–1       | Elim. Copa do Mundo de 2018   | [ 52 ] |
| 60  | 121     | 10 de outubro de 2017   | Estádio Olímpico Atahualpa, Quito, Equador                      | Equador                | 2–1    | 3–1       | Elim. Copa do Mundo de 2018   | [ 52 ] |
| 61  | 121     | 10 de outubro de 2017   | Estádio Olímpico Atahualpa, Quito, Equador                      | Equador                | 3–1    | 3–1       | Elim. Copa do Mundo de 2018   | [ 52 ] |
| 62  | 124     | 29 de maio de 2018      | La Bombonera, Buenos Aires, Argentina                           | Haiti                  | 1–0    | 4–0       | Amistoso                      | [ 53 ] |
| 63  | 124     | 29 de maio de 2018      | La Bombonera, Buenos Aires, Argentina                           | Haiti                  | 2–0    | 4–0       | Amistoso                      | [ 53 ] |
| 64  | 124     | 29 de maio de 2018      | La Bombonera, Buenos Aires, Argentina                           | Haiti                  | 3–0    | 4–0       | Amistoso                      | [ 53 ] |
| 65  | 127     | 26 de junho de 2018     | Estádio Krestovsky, São Petersburgo, Rússia                     | Nigéria                | 1–0    | 2–1       | Copa do Mundo FIFA de 2018    | [ 54 ] |
| 66  | 130     | 7 de junho de 2019      | Estádio San Juan del Bicentenario, San Juan, Argentina          | Nicarágua              | 1–0    | 5–1       | Amistoso                      | [ 55 ] |
| 67  | 130     | 7 de junho de 2019      | Estádio San Juan del Bicentenario, San Juan, Argentina          | Nicarágua              | 2–0    | 5–1       | Amistoso                      | [ 55 ] |
| 68  | 132     | 19 de junho de 2019     | Estádio Mineirão, Belo Horizonte, Brasil                        | Paraguai               | 1–1    | 1–1       | Copa América de 2019          | [ 56 ] |
| 69  | 137     | 15 de novembro de 2019  | Estádio Universitário Rei Saud, Riade, Arábia Saudita           | Brasil                 | 1–0    | 1–0       | Superclássico de 2019         | [ 57 ] |
| 70  | 138     | 18 de novembro de 2019  | Estádio Bloomfield, Tel Aviv, Israel                            | Uruguai                | 2–2    | 2–2       | Amistoso                      | [ 58 ] |
| 71  | 139     | 8 de outubro de 2020    | La Bombonera, Buenos Aires, Argentina                           | Equador                | 1–0    | 1–0       | Elim. Copa do Mundo de 2022   | [ 59 ] |
| 72  | 143     | 3 de junho de 2021      | Estádio Único, Santiago del Estero, Argentina                   | Chile                  | 1–0    | 1–1       | Elim. Copa do Mundo de 2022   | [ 60 ] |
| 73  | 145     | 14 de junho de 2021     | Estádio Olímpico Nilton Santos, Rio de Janeiro, Brasil          | Chile                  | 1–0    | 1–1       | Copa América de 2021          | [ 61 ] |
| 74  | 148     | 28 de junho de 2021     | Arena Pantanal, Cuiabá, Brasil                                  | Bolívia                | 2–0    | 4–1       | Copa América de 2021          | [ 62 ] |
| 75  | 148     | 28 de junho de 2021     | Arena Pantanal, Cuiabá, Brasil                                  | Bolívia                | 3–0    | 4–1       | Copa América de 2021          | [ 62 ] |
| 76  | 149     | 3 de julho de 2021      | Estádio Olímpico Pedro Ludovico, Goiânia, Brazil                | Equador                | 3–0    | 3–0       | Copa América de 2021          | [ 63 ] |
| 77  | 153     | 9 de setembro de 2021   | Estadio Antonio V. Liberti, Buenos Aires, Argentina             | Bolívia                | 1–0    | 3–0       | Elim. Copa do Mundo de 2022   | [ 64 ] |
| 78  | 153     | 9 de setembro de 2021   | Estadio Antonio V. Liberti, Buenos Aires, Argentina             | Bolívia                | 2–0    | 3–0       | Elim. Copa do Mundo de 2022   | [ 64 ] |
| 79  | 153     | 9 de setembro de 2021   | Estadio Antonio V. Liberti, Buenos Aires, Argentina             | Bolívia                | 3–0    | 3–0       | Elim. Copa do Mundo de 2022   | [ 64 ] |
| 80  | 155     | 10 de outubro de 2021   | Estadio Antonio V. Liberti, Buenos Aires, Argentina             | Uruguai                | 1–0    | 3–0       | Elim. Copa do Mundo de 2022   | [ 65 ] |
| 81  | 159     | 25 de março de 2022     | La Bombonera, Buenos Aires, Argentina                           | Venezuela              | 3–0    | 3–0       | Elim. Copa do Mundo de 2022   | [ 66 ] |
| 82  | 162     | 5 de junho de 2022      | Estádio Reyno de Navarra, Pamplona, Espanha                     | Estónia                | 1–0    | 5–0       | Amistoso                      | [ 67 ] |
| 83  | 162     | 5 de junho de 2022      | Estádio Reyno de Navarra, Pamplona, Espanha                     | Estónia                | 2–0    | 5–0       | Amistoso                      | [ 67 ] |
| 84  | 162     | 5 de junho de 2022      | Estádio Reyno de Navarra, Pamplona, Espanha                     | Estónia                | 3–0    | 5–0       | Amistoso                      | [ 67 ] |
| 85  | 162     | 5 de junho de 2022      | Estádio Reyno de Navarra, Pamplona, Espanha                     | Estónia                | 4–0    | 5–0       | Amistoso                      | [ 67 ] |
| 86  | 162     | 5 de junho de 2022      | Estádio Reyno de Navarra, Pamplona, Espanha                     | Estónia                | 5–0    | 5–0       | Amistoso                      | [ 67 ] |
| 87  | 163     | 23 de setembro de 2022  | Hard Rock Stadium, Miami Gardens, Estados Unidos                | Honduras               | 2–0    | 3–0       | Amistoso                      | [ 68 ] |
| 88  | 163     | 23 de setembro de 2022  | Hard Rock Stadium, Miami Gardens, Estados Unidos                | Honduras               | 3–0    | 3–0       | Amistoso                      | [ 68 ] |
| 89  | 164     | 27 de setembro de 2022  | Red Bull Arena, Harrison, Estados Unidos                        | Jamaica                | 2–0    | 3–0       | Amistoso                      | [ 69 ] |
| 90  | 164     | 27 de setembro de 2022  | Red Bull Arena, Harrison, Estados Unidos                        | Jamaica                | 3–0    | 3–0       | Amistoso                      | [ 69 ] |
| 91  | 165     | 16 de novembro de 2022  | Estádio Mohammed Bin Zayed, Abu Dhabi, Emirados Árabes          | Emirados Árabes Unidos | 4–0    | 5–0       | Amistoso                      | [ 70 ] |
| 92  | 166     | 22 de novembro de 2022  | Estádio Nacional de Lusail, Lusail, Catar                       | Arábia Saudita         | 1–0    | 1–2       | Copa do Mundo de 2022         | [ 71 ] |
| 93  | 167     | 26 de novembro de 2022  | Estádio Nacional de Lusail, Lusail, Catar                       | México                 | 1–0    | 2–0       | Copa do Mundo de 2022         | [ 72 ] |
| 94  | 169     | 3 de dezembro de 2022   | Estádio Ahmed bin Ali, Al Rayyan, Catar                         | Austrália              | 1–0    | 2–1       | Copa do Mundo de 2022         | [ 73 ] |
| 95  | 170     | 9 de dezembro de 2022   | Estádio Nacional de Lusail, Lusail, Catar                       | Países Baixos          | 2–0    | 2–2       | Copa do Mundo de 2022         | [ 74 ] |
| 96  | 171     | 13 de dezembro de 2022  | Estádio Nacional de Lusail, Lusail, Catar                       | Croácia                | 1–0    | 3–0       | Copa do Mundo de 2022         | [ 75 ] |
| 97  | 172     | 18 de dezembro de 2022  | Estádio Nacional de Lusail, Lusail, Catar                       | França                 | 1–0    | 3–3       | Copa do Mundo de 2022         | [ 76 ] |
| 98  | 172     | 18 de dezembro de 2022  | Estádio Nacional de Lusail, Lusail, Catar                       | França                 | 3–2    | 3–3       | Copa do Mundo de 2022         | [ 76 ] |
| 99  | 173     | 23 de março de 2023     | Estádio Monumental de Núñez, Buenos Aires, Argentina            | Panamá                 | 2–0    | 2–0       | Amistoso                      |        |
| 100 | 174     | 28 de março de 2023     | Estádio Único Madre de Ciudades, Santiago del Estero, Argentina | Curaçau                | 1–0    | 7–0       | Amistoso                      |        |
| 101 | 174     | 28 de março de 2023     | Estádio Único Madre de Ciudades, Santiago del Estero, Argentina | Curaçau                | 3–0    | 7–0       | Amistoso                      |        |
| 102 | 174     | 28 de março de 2023     | Estádio Único Madre de Ciudades, Santiago del Estero, Argentina | Curaçau                | 5–0    | 7–0       | Amistoso                      |        |
| 103 | 175     | 15 de junho de 2023     | Estádio dos Trabalhadores, Pequim, China                        | Austrália              | 1–0    | 2–0       | Amistoso                      |        |
| 104 | 176     | 7 de setembro de 2023   | Monumental de Núñez, Buenos Aires, Argentina                    | Equador                | 1–0    | 1–0       | Elim. Copa do Mundo de 2026   |        |
| 105 | 178     | 17 de outubro de 2023   | Estádio Nacional do Peru, Lima, Peru                            | Peru                   | 1–0    | 2–0       | Elim. Copa do Mundo de 2026   |        |
| 106 | 178     | 17 de outubro de 2023   | Estádio Nacional do Peru, Lima, Peru                            | Peru                   | 2–0    | 2–0       | Elim. Copa do Mundo de 2026   |        |
| 107 | 182     | 15 de junho de 2024     | FedEx Field, Landover, Estados Unidos                           | Guatemala              | 1–1    | 4–1       | Amistoso                      |        |
| 108 | 182     | 15 de junho de 2024     | FedEx Field, Landover, Estados Unidos                           | Guatemala              | 4–1    | 4–1       | Amistoso                      |        |
| 109 | 186     | 9 de julho de 2024      | MetLife Stadium, East Rutherford, Estados Unidos                | Canadá                 | 2–0    | 2–0       | Copa América de 2024          |        |
| 110 | 189     | 15 de outubro de 2024   | Estádio Monumental de Núnes, Buenos Aires, Argentina            |                        | 1–0    |           |                               |        |
| 111 | 189     | 15 de outubro de 2024   | Estádio Monumental de Núnes, Buenos Aires, Argentina            | Bolívia                | 2–0    | 6–0       | Elim. Copa do mundo FIFA 2026 |        |
| 112 | 189     | 15 de outubro de 2024   | Estádio Monumental de Núnes, Buenos Aires, Argentina            |                        | 6–0    |           |                               |        |

## Estatísticas
| Ano   | Competições | Competições | Amistosos | Amistosos | Total    | Total |
| Ano   | Partidas    | Gols        | Partidas  | Gols      | Partidas | Gols  |
| ----- | ----------- | ----------- | --------- | --------- | -------- | ----- |
| 2005  | 3           | 0           | 2         | 0         | 5        | 0     |
| 2006  | 3           | 1           | 4         | 1         | 7        | 2     |
| 2007  | 10          | 4           | 4         | 2         | 14       | 6     |
| 2008  | 6           | 1           | 2         | 1         | 8        | 2     |
| 2009  | 8           | 1           | 2         | 2         | 10       | 3     |
| 2010  | 5           | 0           | 5         | 2         | 10       | 2     |
| 2011  | 8           | 2           | 5         | 2         | 13       | 4     |
| 2012  | 5           | 5           | 4         | 7         | 9        | 12    |
| 2013  | 5           | 3           | 2         | 3         | 7        | 6     |
| 2014  | 7           | 4           | 7         | 4         | 14       | 8     |
| 2015  | 6           | 1           | 2         | 3         | 8        | 4     |
| 2016  | 10          | 8           | 1         | 0         | 11       | 8     |
| 2017  | 5           | 4           | 2         | 0         | 7        | 4     |
| 2018  | 4           | 1           | 1         | 3         | 5        | 4     |
| 2019  | 6           | 1           | 4         | 4         | 10       | 5     |
| 2020  | 4           | 1           | 0         | 0         | 4        | 1     |
| 2021  | 16          | 9           | 0         | 0         | 16       | 9     |
| 2022  | 10          | 8           | 4         | 10        | 14       | 18    |
| 2023  | 5           | 3           | 3         | 5         | 8        | 8     |
| 2024  | 5           | 1           | 2         | 2         | 7        | 3     |
| Total | 131         | 58          | 56        | 51        | 187      | 109   |

| Competição                          | Jogos | Gols |
| ----------------------------------- | ----- | ---- |
| Amistosos                           | 56    | 51   |
| Copa América                        | 39    | 14   |
| Eliminatórias da Copa do Mundo FIFA | 65    | 31   |
| Copa do Mundo FIFA                  | 26    | 13   |
| Copa dos Campeões CONMEBOL–UEFA     | 1     | 0    |
| Total                               | 187   | 109  |

| Adversário             | Gols |
| ---------------------- | ---- |
| Bolívia                | 8    |
| Equador                | 7    |
| Uruguai                | 6    |
| Brasil                 | 5    |
| Chile                  | 5    |
| Estónia                | 5    |
| Guatemala              | 5    |
| Paraguai               | 5    |
| Venezuela              | 5    |
| México                 | 4    |
| Panamá                 | 4    |
| Colômbia               | 3    |
| Curaçau                | 3    |
| Croácia                | 3    |
| França                 | 3    |
| Haiti                  | 3    |
| Nigéria                | 3    |
| Peru                   | 3    |
| Suíça                  | 3    |
| Argélia                | 2    |
| Austrália              | 2    |
| Espanha                | 2    |
| Honduras               | 2    |
| Hong Kong              | 2    |
| Jamaica                | 2    |
| Nicarágua              | 2    |
| Albânia                | 1    |
| Alemanha               | 1    |
| Arábia Saudita         | 1    |
| Bósnia e Herzegovina   | 1    |
| Canadá                 | 1    |
| Emirados Árabes Unidos | 1    |
| Eslovênia              | 1    |
| Estados Unidos         | 1    |
| Irã                    | 1    |
| Países Baixos          | 1    |
| Portugal               | 1    |
| Sérvia e Montenegro    | 1    |
| Total                  | 109  |

| Este artigo faz parte de uma série sobre Lionel Messi |                                                       |
| ----------------------------------------------------- | ----------------------------------------------------- |
| Futebolista argentino Epônimo Filmes                  |                                                       |
| v d e                                                 |                                                       |
| Lionel Messi                                          | Este artigo faz parte de uma série sobre Lionel Messi |

| Lionel Messi | Este artigo faz parte de uma série sobre Lionel Messi |

1. 1 2 3 4 5 6 7  Jogos nas eliminatórias da Copa do Mundo FIFA
2. 1 2 3 4  Jogos na Copa do Mundo FIFA
3. ↑  Seis jogos e dois gols na Copa América, quatro jogos e dois gols nas eliminatórias da Copa do Mundo FIFA
4. ↑  Quatro jogos na Copa América, quatro jogos e dois gols nas eliminatórias da Copa do Mundo FIFA
5. 1 2  Jogos na Copa América
6. ↑  Cinco jogos e três gols nas eliminatórias da Copa do Mundo FIFA, cinco jogos e cinco gols na Copa América Centenário
7. ↑  Nove jogos e cinco gols nas eliminatórias para a Copa do Mundo da FIFA, sete jogos e quatro gols na Copa América
8. ↑  Dois jogos e um gol nas eliminatórias para a Copa do Mundo da FIFA, uma participação na Copa dos Campeões CONMEBOL–UEFA, sete jogos e sete gols na Copa do Mundo da FIFA
9. ↑  Três jogos e três gols nas eliminatórias para a Copa do Mundo da FIFA
10. ↑  Três jogos e três gols nas eliminatórias para a Copa do Mundo da FIFA